# The Tide of Traffic
The Tide of Traffic ist ein britischer Dokumentar-Kurzfilm aus dem Jahr 1972. Die Regie führte Derek Williams, von dem auch das Drehbuch stammt.

## Inhalt
Ausgehend von der Situation in Venedig, einer Stadt der Gondeln und Kanäle, aber ohne Autos – diese stehen auf den Parkplätzen am Rande der Stadt – zeigt der Film, wie sehr Kraftfahrzeuge mittlerweile (also Anfang der 1970er Jahre) zum Leben der Menschen gehören. Autos bieten die Freiheit, dorthin zu kommen, wohin man will und wann man will. Sie nehmen viele verschiedene Formen an, je nach der beabsichtigten Nutzung. Seit den 1940er Jahren in den USA und seit den 1950er Jahren in Europa sind aber so viele Autos unterwegs, dass die Straßen angepasst werden mussten. So kam es zur ersten großen Änderung im Straßenbau seit der Zeit des Römischen Reiches: den Autobahnen. Diese kosteten viel Geld und Land, lösten zwar Probleme mit dem Verkehrsfluss, verlagerten diese Probleme allerdings dorthin, wo sie enden: an die Stadtgrenzen. Städte wurden ursprünglich für Fußgänger geplant, teilweise auch für Pferdekutschen, aber nicht für Autos, die nicht immer dorthin passen.
Durch den Massentransport verschwimmen die Grenzen zwischen Städten und deren Vororten, die sich zudem immer weiter ausbreiten. Private Kraftfahrzeuge erlauben es, bequemer von diesen Vororten in die Städte und wieder zurück zu kommen. Dies führt aber zu Parkplatzproblemen, und es zeigt sich erneut, dass Städte nicht für Automobile geplant wurden. Ein Weg, damit umzugehen, ist es, bestimmte Zonen in den Städten für Autos zu sperren, was auch immer mehr Städte tun. Eine bessere Alternative sind Stadtautobahnen, die den Verkehr besser führen können, aber auch weiteren Verkehr anziehen. Straßen sind jedoch auch Barrieren, und große Straßen sind große Barrieren, die urbane Stadtviertel zerschneiden können. Daher sollte sich die Straßenführung an vorhandenen Strukturen wie Eisenbahngleisen oder Flüssen orientieren. Zudem kann man Straßen auch unterirdisch oder auf mehreren Ebenen übereinander verlaufen lassen.
Alle zwei Minuten stirbt ein Mensch auf den Straßen dieser Welt. Straßenlärm und die von Kraftfahrzeugen erzeugten Vibrationen stören die Anwohner und schädigen die Bausubstanz an Straßen. Immer mehr Menschen müssen den Verkehr regeln und sind dem damit verbundenen Gestank ausgesetzt. Konflikte im Verkehr belasten den Umgang der Menschen miteinander. Zudem gibt es Prognosen, denen zufolge sich die Verkaufszahlen in den USA in den nächsten dreißig Jahren (aus Sicht der 1970er Jahre) verdoppeln, in Europa sogar verdreifachen werden. Die Welt wird sich also zunehmend verändern, um sich dem Automobilverkehr anzupassen. Wir müssen uns fragen, ob der Kraftfahrzeugverkehr das wert ist, schließlich wurde das Auto ja erfunden, um den Menschen zu nutzen.

## Hintergrund
The Tide of Traffic wurde von Greenpark Productions in Zusammenarbeit mit der Film Producers Guild London im Auftrag von BP produziert. Der Film war ein Beitrag von BP zur Konferenz der Vereinten Nationen über die Umwelt des Menschen 1972 in Stockholm.

## Rezeption

### Auszeichnungen
Bei der Oscarverleihung 1973 war Produzent Humphrey Swingler mit The Tide of Traffic für einen Oscar in der Kategorie Bester Dokumentar-Kurzfilm nominiert. Der Preis ging jedoch an Charles Huguenot van der Linden und Martina Huguenot van der Linden für Deze kleine wereld.
Im selben Jahr war The Tide of Traffic auch für einen BAFTA Award in der Kategorie Kurzfilm (John Grierson Award) nominiert. Dieser Preis ging an den Film Memorial.